# 什蒂策尔布龙
什蒂策尔布龙（法語：Sturzelbronn，法語發音：[ʃtyʁtsəlbʁɔn]；洛林法兰克语：Stirzelbrunn）是法国摩泽尔省的一个市镇，位于该省最东端，属于薩爾格米訥區。

## 地名
由于语源问题，该地名Sturzelbronn拼读方式不符合法语正字法，其标准发音为[ʃtyʁtsəlbʁɔn]，根据实际发音其应译作“什蒂策尔布龙”，《世界地名翻译大辞典》与《世界地名译名词典》将其误译作“斯蒂泽尔布罗恩”。

## 地理
什蒂策尔布龙（49°3'25"N, 7°35'9"E）面积32.51 平方千米，位于法国大東部大區摩泽尔省，该省份为法国东北部内陆省份，是洛林的一部分，西南接默尔特-摩泽尔省，东临下莱茵省，北与卢森堡和德国接壤。
与什蒂策尔布龙接壤的市镇（或旧市镇、城区）包括：当巴克、比奇、埃格尔萨特、菲利普斯堡、罗普维莱尔、奥贝尔斯坦巴克。
什蒂策尔布龙的时区为UTC+01:00、UTC+02:00（夏令时）。

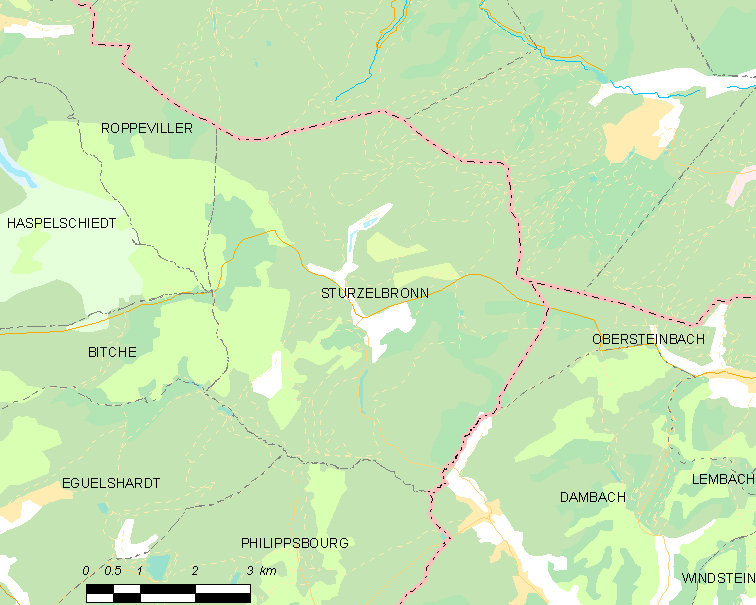
什蒂策尔布龙的OSM定位图

## 行政
什蒂策尔布龙的邮政编码为57230，INSEE市镇编码为57661。

## 政治
什蒂策尔布龙所属的省级选区为比奇县。

## 人口

1962-2008年间什蒂策尔布龙人口变化图示

什蒂策尔布龙于2022年1月1日时的人口数量为168人。